# امداحن (قلعة أبرزو)
امداحن هو دُوَّار يقع بجماعة بزو، إقليم أزيلال، جهة بني ملال خنيفرة في المملكة المغربية. ينتمي الدوّار لمشيخة قلعة أبرزو التي تضم 11 دوار. يقدر عدد سكانه بـ 1832 نسمة حسب الإحصاء الرسمي للسكان والسكنى لسنة 2004.

## روابط خارجية
- البوابة الوطنية للجماعات الترابية
- المندوبية السامية للتخطيط